# メチルホスホニルジフルオリド
メチルホスホニルジフルオリド（DF、別名methyl difluorophosphite、methylphosphonic difluoride、difluoromethylphosphine oxide、化学式：CH3POF2）は化学兵器の前駆体として用いられる化合物である。化学兵器禁止条約によりスケジュール1物質に指定されている。バイナリー兵器においてサリンやソマンの合成に用いられており、例としてM687砲弾ではイソプロピルアルコールとイソプロピルアミンの混合物と共に使用され、サリンを生成する。

## 製法
メチルホスホニックジクロライドとフッ化水素（HF）またはフッ化ナトリウム（NaF）を反応させることにより合成される。

## 安全性
反応性が高く、腐食性もある。皮膚を通して吸収され、やけどや軽度の神経症状を引き起こす。水と反応しフッ化水素蒸気およびメチルホスホン酸を生成する。ガラスを腐食することも可能。通常の大気圧での沸点はわずか55.4℃であり、室温での蒸気圧はかなり高くなる。